# Diocesi di Midila
La diocesi di Midila (in latino: Dioecesis Midilensis) è una sede soppressa e sede titolare della Chiesa cattolica.

## Storia
Midila, forse identificabile con Mdila nell'odierna Algeria, è un'antica sede episcopale della provincia romana di Numidia.
Sono due i vescovi attribuiti con certezza a questa diocesi africana. Alla conferenza di Cartagine del 411, che vide riuniti assieme i vescovi cattolici e donatisti dell'Africa romana, Midila non fu rappresentata da nessun vescovo. Tuttavia, il vescovo donatista, Giuliano, non potendo presentarsi all'assemblea per motivi di salute, inviò il prete Rufino, che sottoscrisse gli atti al suo posto. Su obiezione di Fortunaziano di Sicca Veneria, fu messo a verbale che Rufino rappresentava e sottoscriveva al posto del vescovo assente.
Altro vescovo noto è Florenziano, il cui nome appare al 41º posto nella lista dei vescovi della Numidia convocati a Cartagine dal re vandalo Unerico nel 484; Florenziano, come tutti gli altri vescovi cattolici africani, fu condannato all'esilio. Poiché Florenziano è l'unico vescovo di questo nome presente nelle liste del 484, è quasi certamente da identificare con il vescovo menzionato da Vittore di Vita, che al termine della riunione di febbraio 484, fu scelto, assieme al vescovo Ortolano di Bennefa, come porta-parola dei vescovi cattolici, per opporsi all'obbligo di prestare giuramento su un documento imposto dagli ariani il cui contenuto era però sconosciuto. Il suo nome compare nel Martirologio romano alla data del 28 novembre.
Morcelli attribuisce alla diocesi di Midila anche il vescovo Iader, che prese parte al concilio di Cartagine convocato il 1º settembre 256 da san Cipriano per discutere della questione relativa alla validità del battesimo amministrato dagli eretici, e figura al 45º posto nelle Sententiae episcoporum. Jaubert concorda con Morcelli, mentre Mesnage ritiene che questo vescovo appartenga alla diocesi di Medeli nell'Africa Proconsolare.
Dal 1925 Midila è annoverata tra le sedi vescovili titolari della Chiesa cattolica; dal 1º agosto 2015 arcivescovo, titolo personale, titolare è Alberto Ortega Martín, nunzio apostolico in Venezuela.

## Cronotassi

### Vescovi residenti
- Iader ? † (menzionato nel 256)
  - Giuliano † (menzionato nel 411) (vescovo donatista)
- San Florenziano † (menzionato nel 484)

### Vescovi titolari
- John Andrew O'Shea, C.M. † (22 dicembre 1927 - 11 aprile 1946 nominato vescovo di Ganzhou)
- Beato Vasiľ Hopko † (9 novembre 1946 - 23 luglio 1976 deceduto)
- John Thomas Steinbock † (29 maggio 1984 - 27 gennaio 1987 nominato vescovo di Santa Rosa in California)
- László Dankó † (3 marzo 1987 - 5 giugno 1987 nominato arcivescovo di Kalocsa)
- Beniamino Stella (21 agosto 1987 - 22 febbraio 2014 nominato cardinale diacono dei Santi Cosma e Damiano)
- Alberto Ortega Martín, dal 1º agosto 2015